# Micropsitta pusio
Il pappagallo pigmeo facciacamoscio (Micropsitta pusio) è un uccello della famiglia degli Psittaculidi, endemico della Nuova Guinea. La specie è stata descritta come Nasiterna pusio dal naturalista inglese Philip Lutley Sclater nel 1866. Il nome del genere Micropsitta deriva da mikros, che in greco significa, "piccolo" e Psitta, pappagallo. Il nome specifico pũsǐõ in latino significa "bambino".
Sono state descritte quattro sottospecie, anche se il loro status è stato messo in discussione. La sottospecie nominale, Micropsitta pusio, vive nelle zone dell'Arcipelago Bismarck e del sud-est della Nuova Guinea. gli uccelli che vivono nell'Isola di Fergusson hanno gole blu sfumate e con marcature meno distinte e sono descritti come Micropsitta harterti. 
Gli uccelli di Misima e delle Isole Tagula sono leggermente più grandi, hanno parti inferiori più giallastre e sono descritti come Micropsitta stresemanni; e quelli che vivono nella Nuova Guinea occidentale dalla Baia Cenderawasih al fiume Kumusi hanno piumaggio più scuro e appartengono alla sottospecie Micropsitta beccarii.
Il maschio e la femmina in apparenza sono simili: il loro piumaggio è prevalentemente verde con un tono giallastro sulle parti inferiori. Guance, fronte e corona sono color camoscio (da qui il nome comune). Una macchia blu scuro si trova sulla parte superiore della testa. La femmina ha la testa con marcature meno distinte e un colore più pallido. Gli occhi sono marrone scuro e le zampe grigie. Gli uccelli giovani non hanno la corona blu ma verde, e il color camoscio è meno distinto.
Abitano foreste di pianura umide subtropicali o tropicali e si spostano in piccoli gruppi che contano fino a sei uccelli, sono molto attivi e saltellano sui tronchi degli alberi.
Non si conoscono le dimensioni della popolazione di questi volatili, anche se si sa che hanno un areale molto ampio.